# 山城町平野
山城町平野（やましろちょうたいらの）は、徳島県三好市の町名。郵便番号は779-5337。

## 地理
三好市の西部に位置。東は山城町赤谷、南は山城町尾又、北から西は愛媛県四国中央市にそれぞれ接する。地内には愛媛県との境界をなす塩塚峰が聳え、西側には塩塚高原がある。地内北側には黒川谷川が東流している。

### 山岳
- 塩塚峰

### 河川
- 黒川谷川

## 歴史
- 2006年（平成18年）3月1日 - 三好郡山城町が三野町・池田町・井川町・東祖谷山村・西祖谷山村と合併して三好市が発足し、現在の町名となる。

## 世帯数と人口
2021年（令和3年）12月31日現在の世帯数と人口は以下の通りである。
| 町丁       | 世帯数 | 人口 |
| ---------- | ------ | ---- |
| 山城町平野 | 16世帯 | 32人 |

## 小・中学校の学区
市立小・中学校に通う場合、学区は以下の通りとなる。
| 番地 | 小学校             | 中学校             |
| ---- | ------------------ | ------------------ |
| 全域 | 三好市立山城小学校 | 三好市立山城中学校 |

## 施設
- 塩塚高原
- 塩塚高原キャンプ場

## 交通

### 鉄道
- 最寄駅はJR土讃線の阿波川口駅。